# Saint-Cyprien-sur-Dourdou
Saint-Cyprien-sur-Dourdou est une ancienne commune française située dans le département de l'Aveyron, en région Occitanie, devenue, le 1er janvier 2016, une commune déléguée de la commune nouvelle de Conques-en-Rouergue.

## Géographie

### Site
La commune de Saint-Cyprien-sur-Dourdou est une commune de montagne qui se trouve au débouché des gorges du Dourdou. Le village se caractérise par des maisons de grès rouges. La grande ville la plus proche est Rodez, distante de 25 km. Le Bassin houiller d'Aubin-Decazeville se trouve à environ 13 km de la commune.

### Hydrographie et relief
Les cours d'eau de Saint-Cyprien-sur-Dourdou sont la rivière le Dourdou et les ruisseaux de Limou, de la Bindouvre, du Saltz, de Graule, de la Daze, de la Serre, de Cayla, de Ginez, de Guiols, de Falguières, de Fouillet, de Labans, de Peyral, de la Bastide, Caze, de Taillefer et des Cayrouses.
La commune a été victime d'une tempête en novembre 1982 ainsi que d'inondations et coulées de boue en novembre 2003.
Le Dourdou de Conques est un cours d'eau impétueux du fait de son assez vaste bassin versant. Il prend sa source à Lassouts et parcourt près de 84 km.  Parfois, en saison des pluies (hiver-printemps), il sort de son lit et envahit une grande partie de la plaine alluviale de Saint-Cyprien.
Vers le XVIIe siècle, il existait, à Sanhes un « verrou » qui formait un barrage naturel à l'écoulement des eaux si bien que la plaine de Saint-Cyprien constituait une zone marécageuse inexploitable pour l'agriculture. Les moines de l'abbaye de Conques, située à 6 km en aval, détruisirent cet obstacle naturel, améliorant ainsi les possibilités de cultures.
À ce jour, c'est une plaine fertile propice au développement, notamment de la culture du maïs.

## Toponymie
Le nom de la commune lui aurait été donné par l'illustre évêque de Carthage ayant vécu au IIIe siècle. Le socle rouge sur lequel il se tient évoque les collines du Rougié.

## Politique et administration

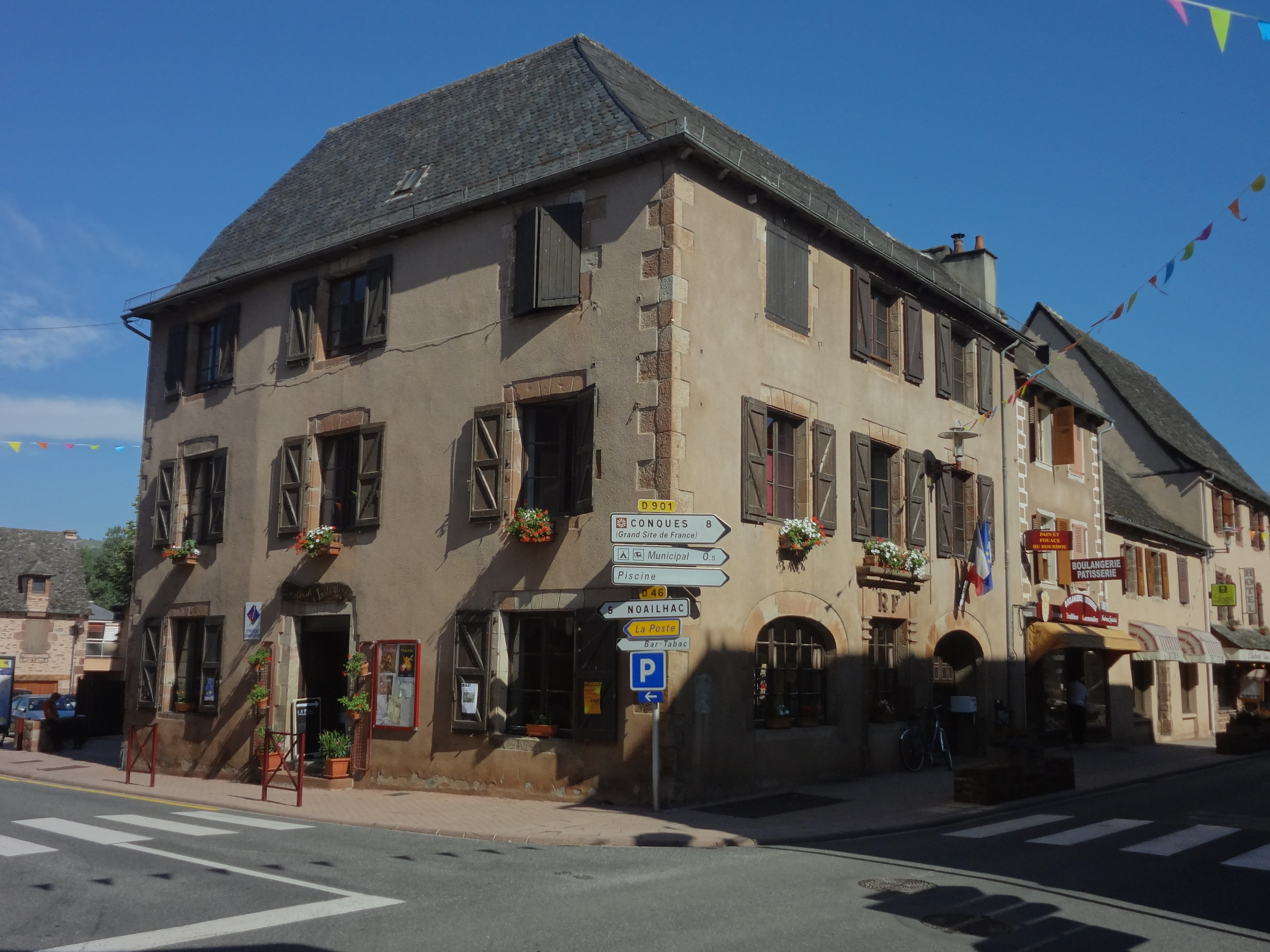
Mairie de Saint-Cyprien-sur-Dourdou.

| Période                                  | Période   | Identité             | Étiquette | Qualité  |
| ---------------------------------------- | --------- | -------------------- | --------- | -------- |
| mars 2001                                | mars 2008 | Régine Plenecassagne |           |          |
| mars 2008                                | 2016      | Bernard Lefebvre     | DVG       | Retraité |
| Les données manquantes sont à compléter. |           |                      |           |          |

## Population et société

### Démographie
L'évolution du nombre d'habitants est connue à travers les recensements de la population effectués dans la commune depuis 1793. À partir du 1er janvier 2009, les populations légales des communes sont publiées annuellement dans le cadre d'un recensement qui repose désormais sur une collecte d'information annuelle, concernant successivement tous les territoires communaux au cours d'une période de cinq ans. 
Pour les communes de moins de 10 000 habitants, une enquête de recensement portant sur toute la population est réalisée tous les cinq ans, les populations légales des années intermédiaires étant quant à elles estimées par interpolation ou extrapolation. Pour la commune, le premier recensement exhaustif entrant dans le cadre du nouveau dispositif a été réalisé en 2005,.
En 2013, la commune comptait 865 habitants, en évolution de +6,4 % par rapport à 2008 (Aveyron : +0,58 %, France hors Mayotte : +2,49 %).
| 1793 | 1800 | 1806  | 1821  | 1831  | 1861  | 1866  | 1876  | 1881  |
| ---- | ---- | ----- | ----- | ----- | ----- | ----- | ----- | ----- |
| 993  | 976  | 2 360 | 2 446 | 2 384 | 1 800 | 1 806 | 1 923 | 1 810 |

| 1886  | 1891  | 1896  | 1901  | 1906  | 1911  | 1921  | 1926  | 1931  |
| ----- | ----- | ----- | ----- | ----- | ----- | ----- | ----- | ----- |
| 1 728 | 1 505 | 1 648 | 1 601 | 1 570 | 1 581 | 1 525 | 1 517 | 1 509 |

| 1936  | 1946  | 1954  | 1962  | 1968 | 1975 | 1982 | 1990 | 1999 |
| ----- | ----- | ----- | ----- | ---- | ---- | ---- | ---- | ---- |
| 1 305 | 1 117 | 1 044 | 1 020 | 925  | 863  | 849  | 778  | 766  |

| 2005 | 2010 | 2013 | - | - | - | - | - | - |
| ---- | ---- | ---- | - | - | - | - | - | - |
| 796  | 847  | 865  | - | - | - | - | - | - |

### Sports
Le 21 mai 2011, USD (équipe de football) remporte la coupe de l'Aveyron en battant ASA (équipe de football du village d'Aguessac) 4-3 sur le Stade Paul-Lignon à Rodez.
- Club de Quilles.
- Club de Pétanque.
- Hand Dourdou[7].

## Économie
Saint-Cyprien-sur-Dourdou se trouve sur les territoires AOC du Bleu des Causses, du Roquefort, du Marcillac rosé et du Marcillac rouge. Les principales activités de la commune sont la culture, la production animale et la restauration.

## Culture locale et patrimoine

### Édifices religieux
- Église paroissiale Saint-Cyprien, de style roman, construite au XVe siècle.
- L'église d'Arjac, construite au XVe siècle, située dans un hameau à 2 km de Saint-Cyprien-sur-Dourdou. Elle est dédiée aux « Anges Gardiens », fraternité laïque du XVIe siècle qui s'occupait des malades et des mourants. Une messe est célébrée tous les 2 octobre pour leur rendre hommage. Les décorations de l'autel de l'église représentent des scènes avec des anges (dont Raphaël)[8].
- Église de Saint-Julien de Malmont, construite aux XIIe et XVIIIe siècles.
- Une croix de cimetière  Classé MH (1958)[9] à double face datant de la fin du XVe siècle se trouve devant l'église de Saint-Julien de Malmont, sous un oratoire.

### Édifices civils
- Le château du Cayla, des XIIe et XVIe siècles.
- Le Moulin de Sanhes, propriété privée, d'art médiéval, où résidaient au XVIe siècle les abbés de Conques.

Moulin de Sanhes
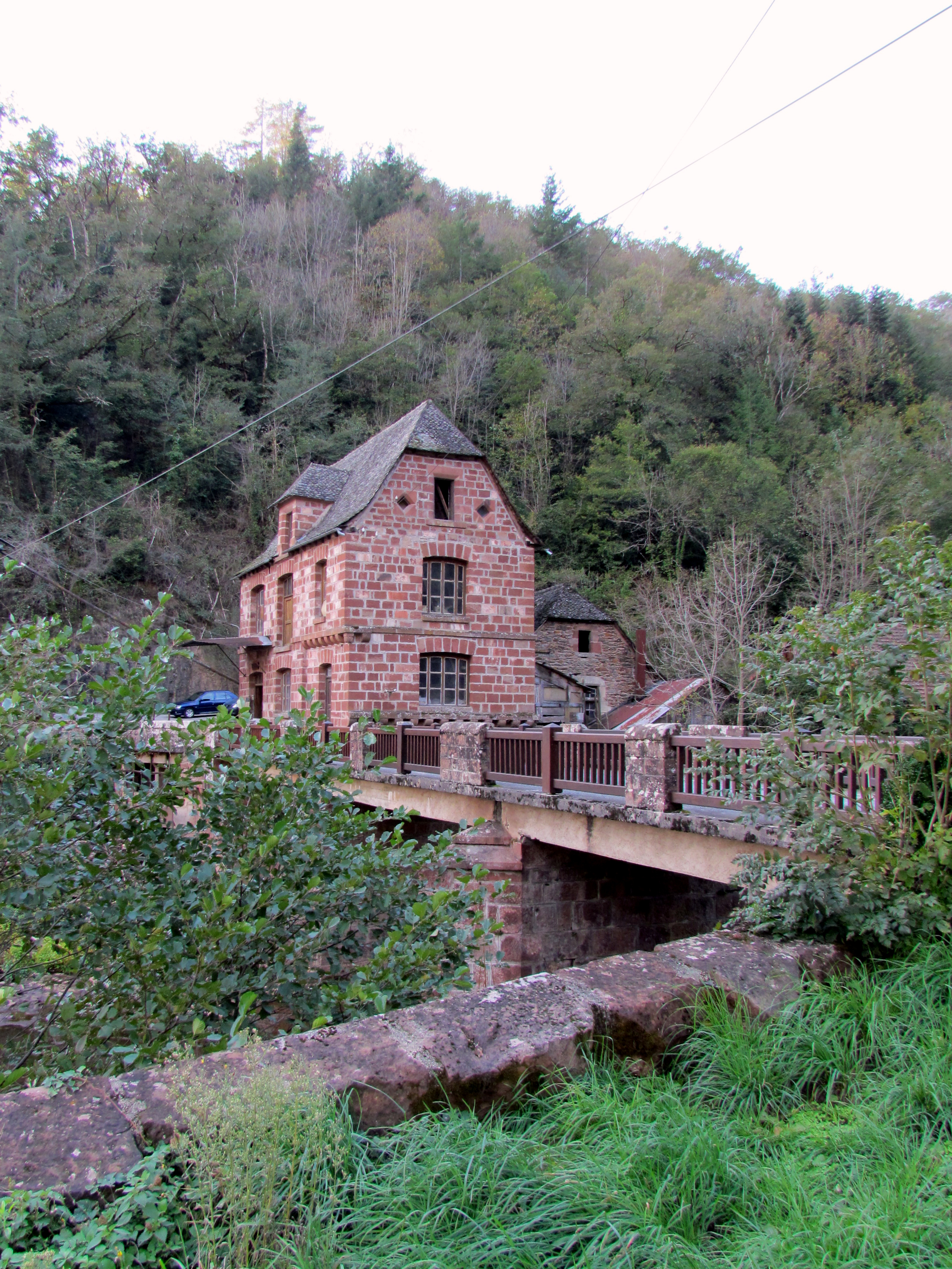
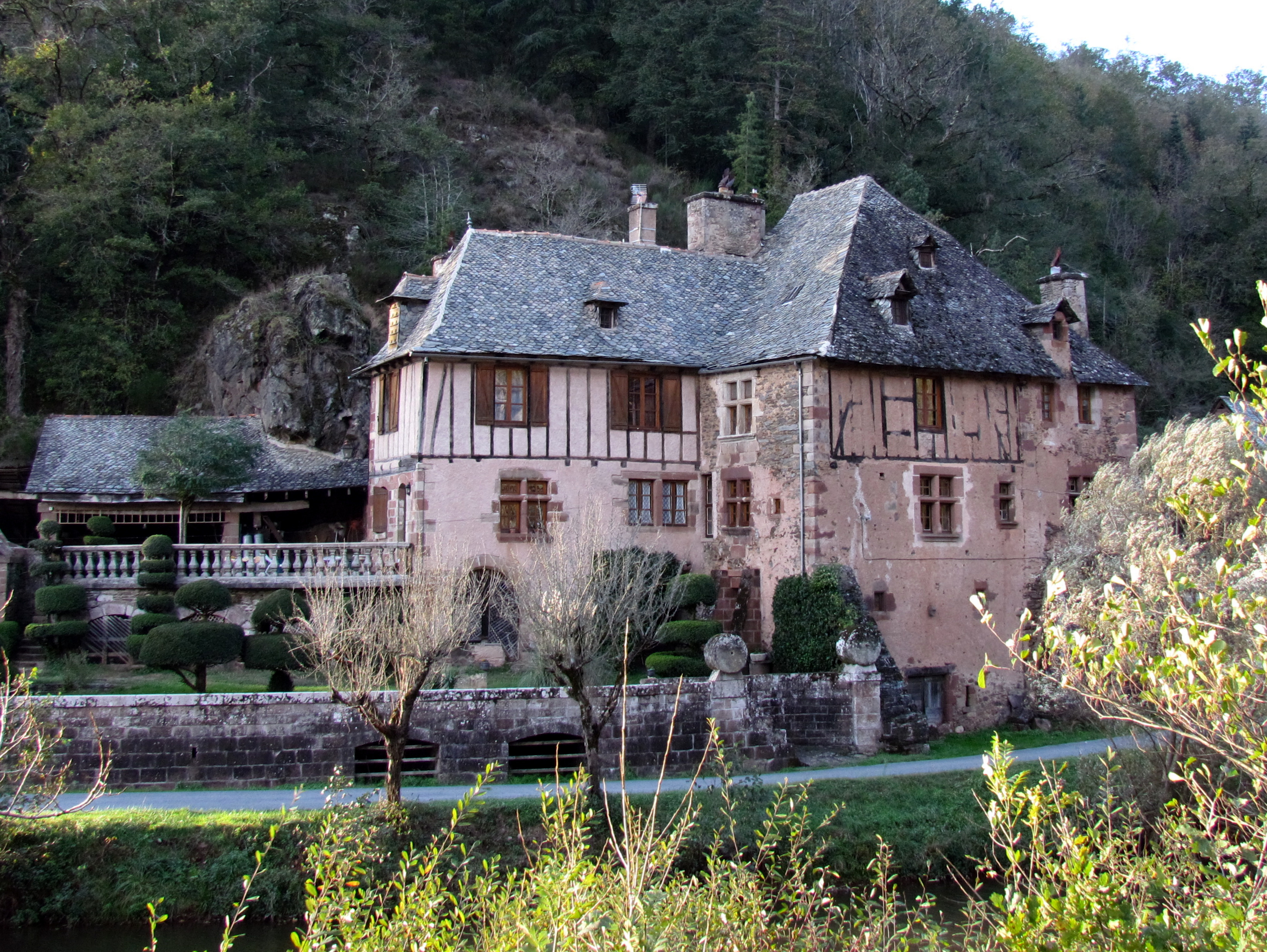
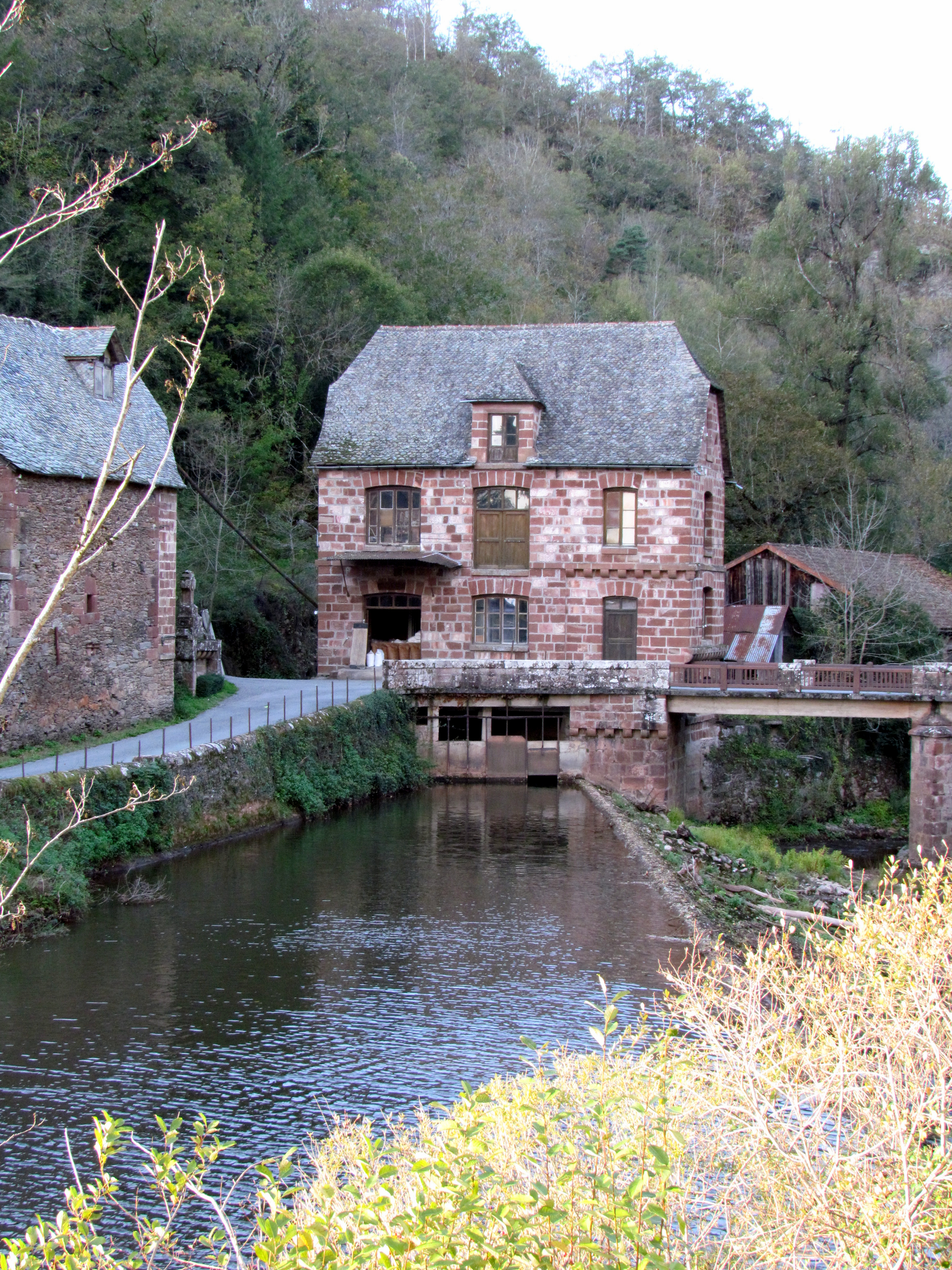

Le village
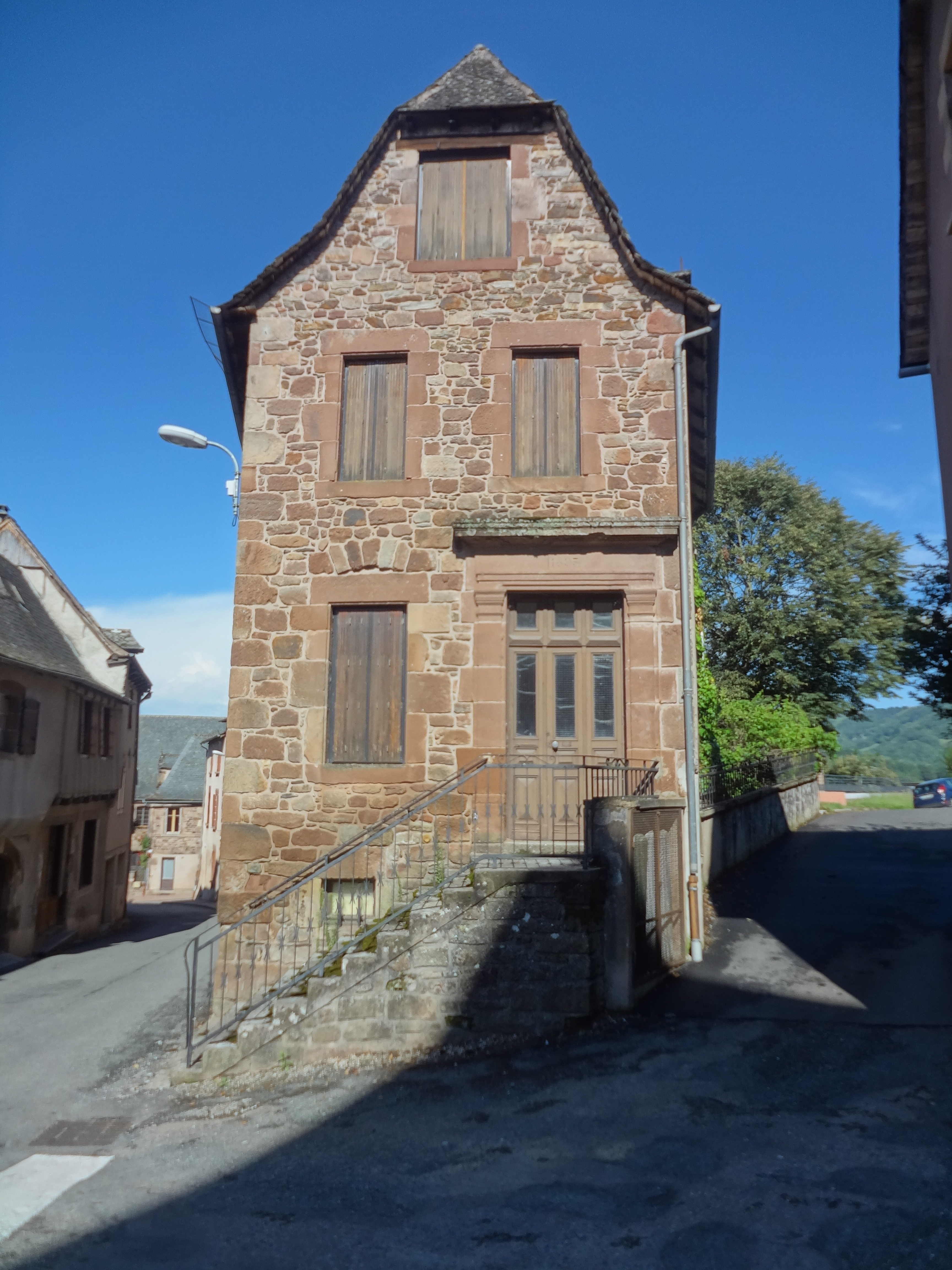
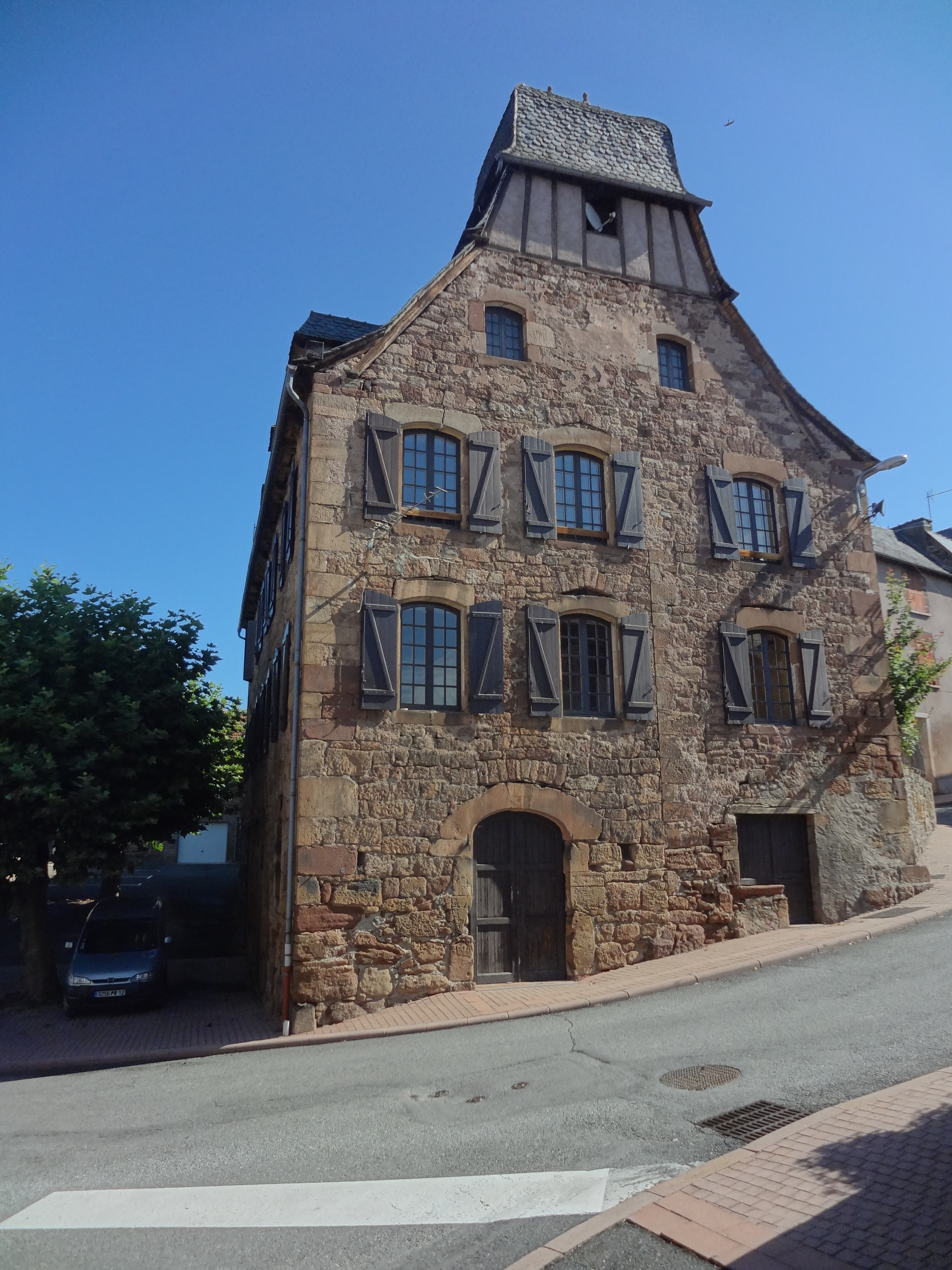
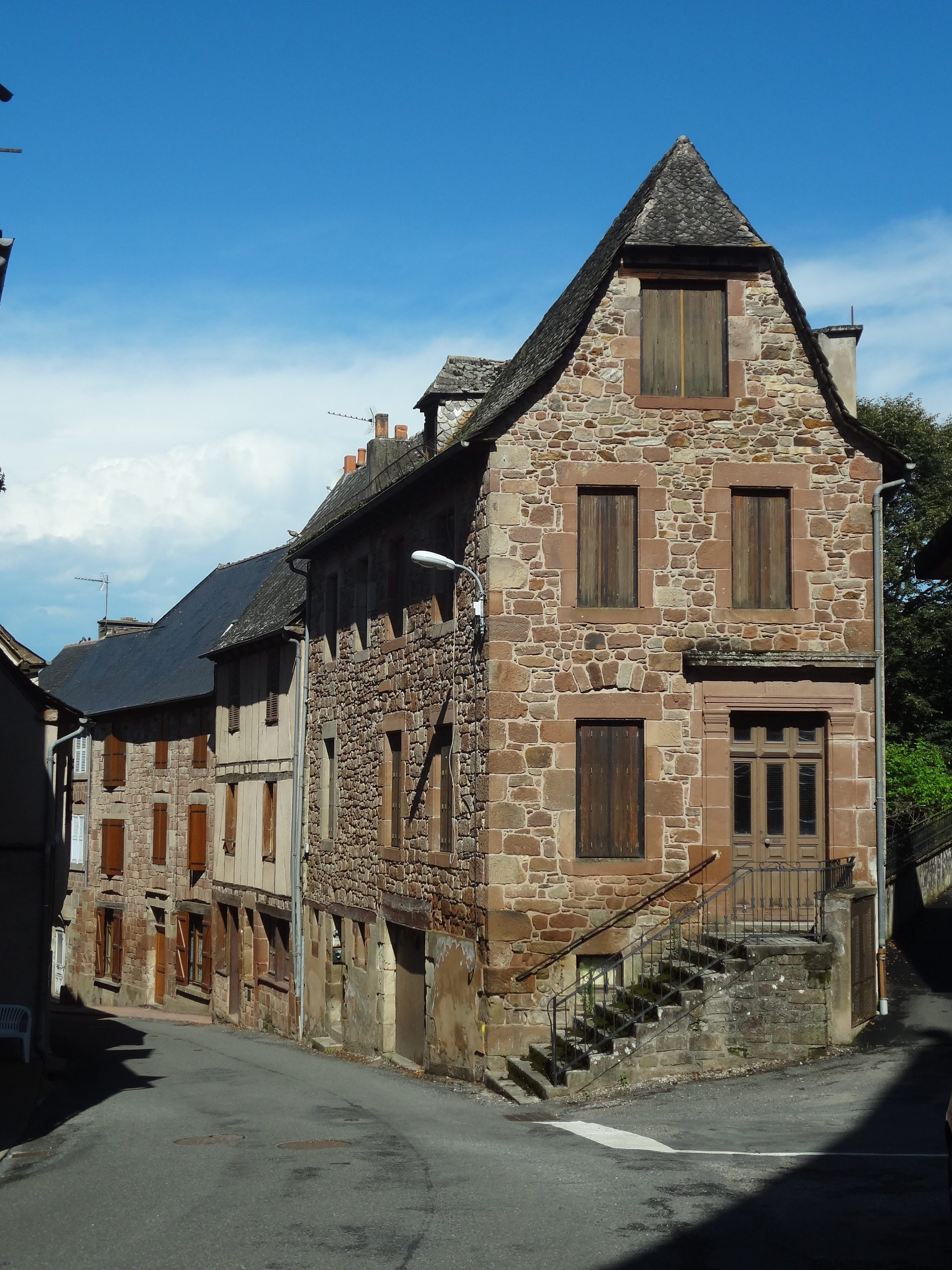
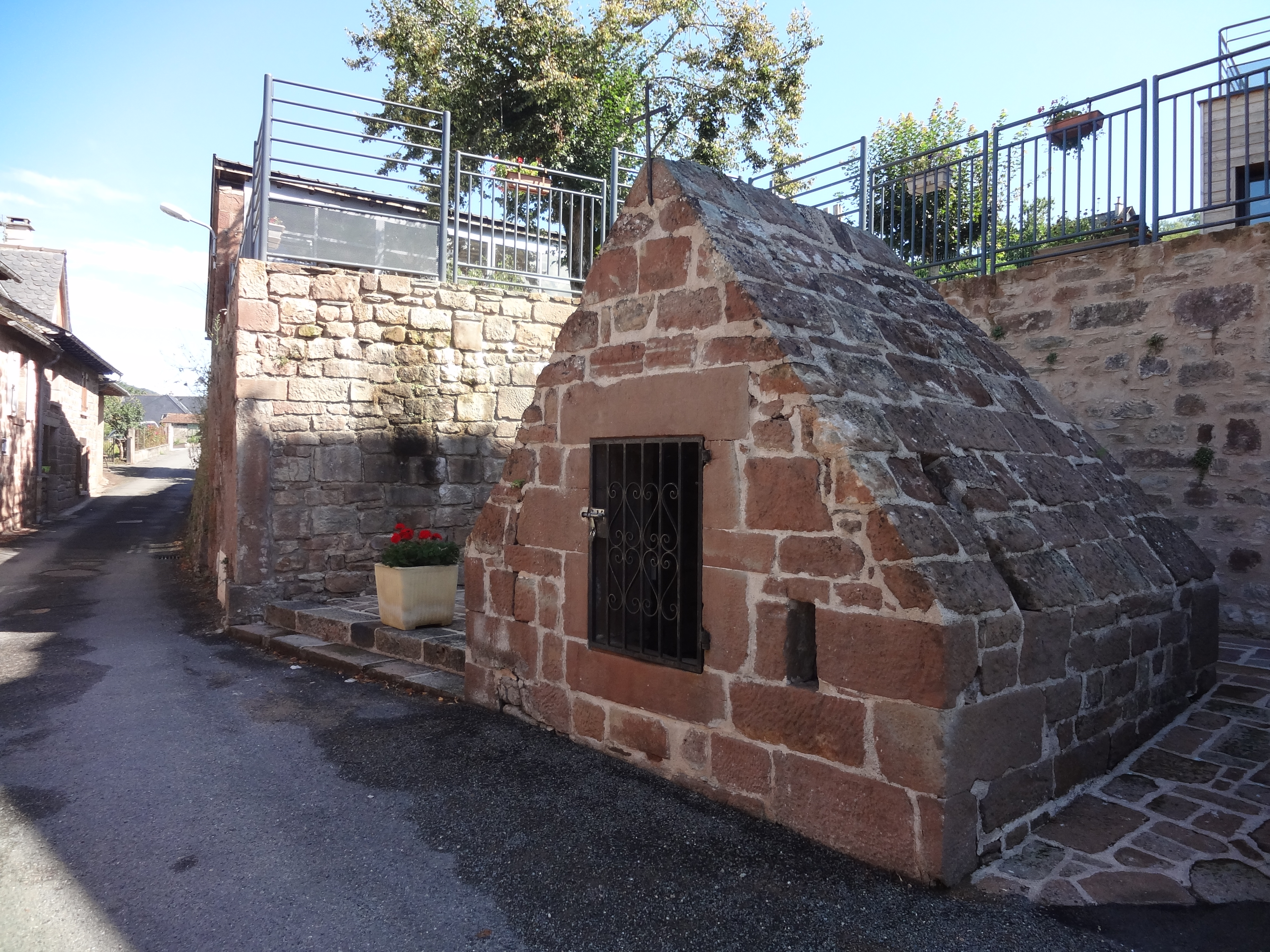
Puits couvert.

### Patrimoine culturel

#### Gastronomie
La fouace est une pâtisserie ayant la forme d'une couronne élaboré dans le Rouergue et la Haute Auvergne. À l'origine, il s'agissait d'une galette de fleur de froment non levée qui était cuite dans la cendre de bois chaude.

### Personnalités liées à la commune
- Pierre-François Flaugergues (1767-1836), homme politique né au château de la Paraquie à Saint-Cyprien-sur-Dourdou, député de l'Aveyron.
- Le Général Roger Périer, résistant au maquis Bayard comme commandant en second, ancien gouverneur de Paris.
- Amans Adrien Périer, homme politique né à Saint-Cyprien-sur-Dourdou.
- L'écrivain Élisabeth de Neyrat, née Babec à Saint-Cyprien-sur-Dourdou le 30 septembre 1926.

### Héraldique
| Blason de la commune de Saint-Cyprien-sur-Dourdou | Les armes de la commune de Saint-Cyprien-sur-Dourdou se blasonnent ainsi : De sinople à saint Cyprien évêque, d'or, posé sur une terrasse ondée, cousue de gueules, au chef cousu d'azur chargé d'une coquille d'or accostée de deux annelets du même. |

## Pour approfondir